# 808 chō hyōri - Kewaishi
808 chō hyōri - Kewaishi (八百八町表裏 化粧師?) è un manga di Shōtarō Ishinomori, pubblicato da Shogakukan su Big Comic dal 1983 al 1984. Il manga è poi diventato anche un anime prodotto da Shin-Ei Animation e trasmesso da TBS dal 1990 al 1991. In Italia è inedito.
La serie è ambientata nel periodo Edo.